# Forêts royales de Loo

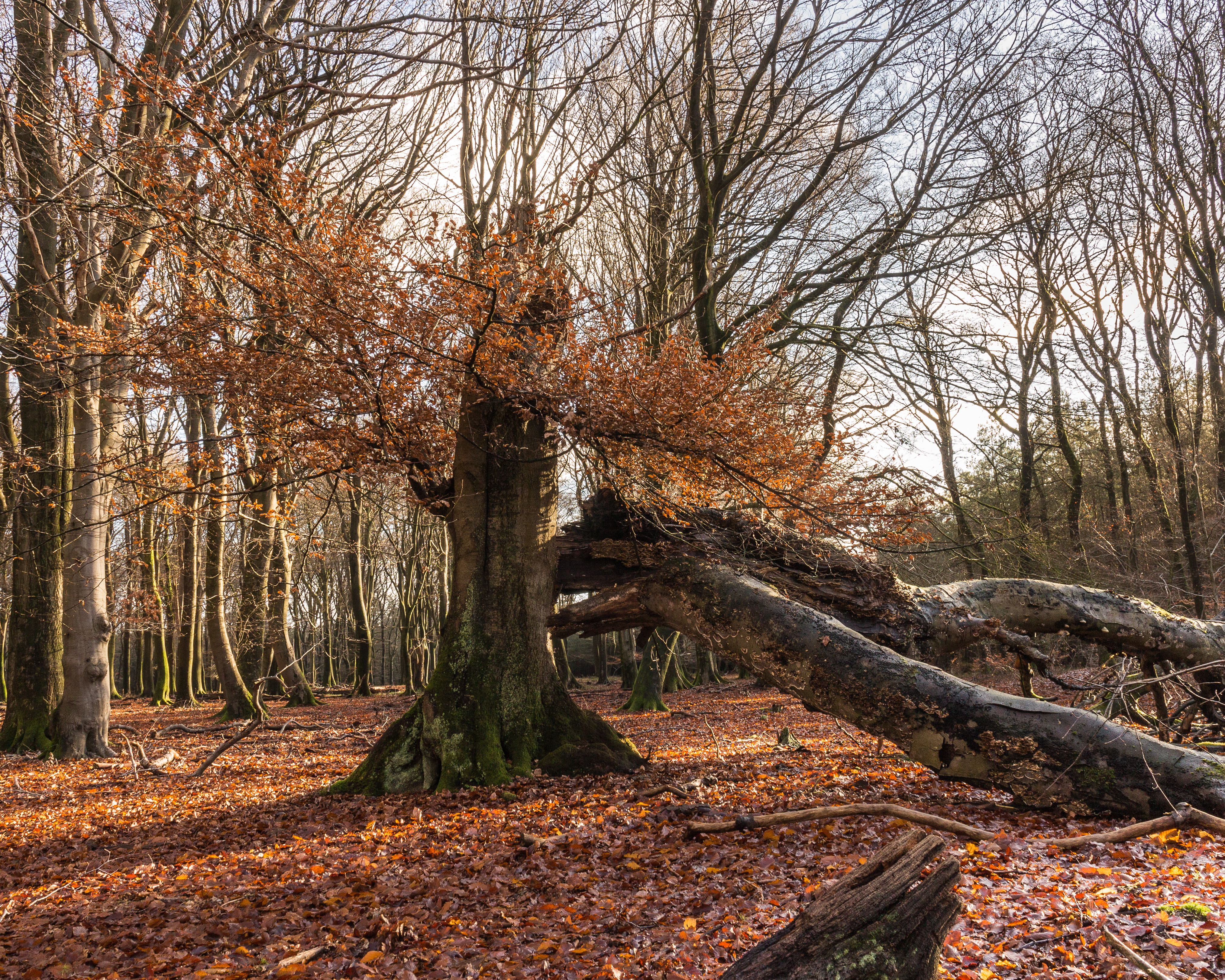
Chêne brisé dans les forêts royales de Loo. Il n'y a pas d'interventions humaines dans cette partie des forêts, et ce processus est entièrement naturel. Décembre 2020.

Les Forêts royales de Loo forment la plus grande zone de forêt contiguë et l'une des plus grandes réserves naturelles des Pays-Bas.
Elles bordent le Veluwe à l'ouest et la ville de Apeldoorn au nord-ouest.